# San Diego Padres
San Diego Padres är en professionell basebollklubb i San Diego i Kalifornien i USA som spelar i National League, en av de två ligorna i Major League Baseball (MLB). Klubbens hemmaarena är Petco Park.

## Historia
Klubben grundades den 27 maj 1968 när det bestämdes att National League skulle utökas med två nya klubbar (den andra var Montreal Expos). Bakgrunden var att American League en tid dessförinnan hade beslutat att lägga till två klubbar och då kände sig klubbägarna i National League tvingade att göra likadant. Det var under omröstningen nära att Buffalo fick den klubb som i stället hamnade i San Diego.
Klubbens första ägare var den lokala affärsmannen C. Arnholt Smith. Han var inte villig att satsa tillräckligt mycket pengar för att kunna samla ihop ett slagkraftigt lag och Padres vann bara cirka 37 % av sina matcher under de första fyra säsongerna. Det stora problemet var dock de ekonomiska förlusterna. Hemmasnittet under samma period var bara 7 179 åskådare. Med anledning av detta planerade Smith under 1973 att sälja klubben för tolv miljoner dollar, två miljoner dollar mer än vad han hade köpt den för, till en investerare i Washington, D.C., som därefter skulle flytta klubben dit. Flytten stötte dock på problem eftersom klubben hade förbundit sig att hyra hemmaarenan San Diego Stadium i 20 år och staden San Diego hotade med stämning på 84 miljoner dollar. I avsaknad av alternativ fortskred dock flyttplanerna och de godkändes i slutet av året av de andra klubbägarna i National League. Klubbens nya smeknamn var inte klart, men namn som förekom i diskussionerna var "Pandas", "Nationals" och "Stars". Man utarbetade ett förslag till spelardräkt och på basebollkorten som producerades inför 1974 års säsong stod det att klubben hette "Washington Nat'l Lea.".

Ray Kroc räddade kvar klubben i San Diego när han köpte den 1974.

De juridiska hindren för en flytt visade sig dock övermäktiga och Smith började leta efter någon som var villig att köpa klubben och behålla den i San Diego. En av de potentiella delägarna var kompositören Burt Bacharach, men den affären kom inte till stånd. Räddaren blev Ray Kroc, ledaren för snabbmatskedjan McDonald's. Kroc hade tidigare försökt att köpa Chicago Cubs och hade länge drömt om att få äga en klubb i MLB. Nu betalade han utan prut de tolv miljoner dollar som Smith begärde. Under Krocs ledning vände det för Padres och 1974 kom för första gången över en miljon åskådare totalt till klubbens hemmamatcher, liksom det gjorde under de följande sex säsongerna. De sportsliga framgångarna dröjde dock till 1984, då San Diego för första gången vann West Division och även National League och nådde World Series. Detta fick dock inte Kroc uppleva då han avled i januari det året.
Klubben vann National League även 1998, men precis som 1984 förlorade man World Series.
2012 såldes klubben för 800 miljoner dollar till en ägargrupp anförd av Ron Fowler.
Till de stora spelarna som har spelat för Padres hör Dave Winfield (outfielder 1973–1980) och Tony Gwynn (outfielder 1982–2001). Den senare hade högst slaggenomsnitt i National League åtta gånger, vilket är delat ligarekord med Honus Wagner.

## Hemmaarena
Hemmaarena är Petco Park, invigd 2004. Dessförinnan spelade man i San Diego Stadium (även kallad Jack Murphy Stadium och Qualcomm Stadium).

## Spelartrupp

### Aktiva
| Nr | Land                    | Pos | Namn           |
| -- | ----------------------- | --- | -------------- |
| 4  | USA                     | P   | Blake Snell    |
| 11 | Japan                   | P   | Yu Darvish     |
| 21 | USA                     | P   | Nick Martinez  |
| 25 | USA                     | P   | Tim Hill       |
| 44 | USA                     | P   | Joe Musgrove   |
| 48 | USA                     | P   | Steven Wilson  |
| 50 | Kuba                    | P   | Adrián Morejón |
| 52 | USA                     | P   | Mike Clevinger |
| 55 | USA                     | P   | Sean Manaea    |
| 66 | Dominikanska republiken | P   | Luis García    |
| 71 | USA                     | P   | Josh Hader     |
| 74 | Colombia                | P   | Nabil Crismatt |
| 75 | Venezuela               | P   | Robert Suárez  |

| Nr | Land                    | Pos | Namn             |
| -- | ----------------------- | --- | ---------------- |
| 26 | USA                     | C   | Austin Nola      |
| 38 | Colombia                | C   | Jorge Alfaro     |
| 7  | Sydkorea                | INF | Kim Ha-seong     |
| 9  | USA                     | INF | Jake Cronenworth |
| 13 | Dominikanska republiken | INF | Manny Machado    |
| 17 | USA                     | INF | Brandon Drury    |
| 24 | USA                     | INF | Josh Bell        |
| 37 | USA                     | INF | Matthew Batten   |
| 2  | USA                     | OF  | Trent Grisham    |
| 5  | USA                     | OF  | Wil Myers        |
| 10 | Nederländerna           | OF  | Jurickson Profar |
| 22 | Dominikanska republiken | OF  | Juan Soto        |
| 28 | Venezuela               | OF  | José Azócar      |

### Skadade
| Nr | Land | Pos | Namn           |
| -- | ---- | --- | -------------- |
| 15 | USA  | P   | Drew Pomeranz  |
| 34 | USA  | P   | Craig Stammen  |
| 36 | USA  | P   | Pierce Johnson |

| Nr | Land      | Pos | Namn         |
| -- | --------- | --- | ------------ |
| 54 | USA       | P   | Austin Adams |
| 62 | Sydafrika | P   | Tayler Scott |

### Avstängda
| Nr | Land                    | Pos | Namn              |
| -- | ----------------------- | --- | ----------------- |
| 23 | Dominikanska republiken | INF | Fernando Tatís Jr |

## Fotogalleri

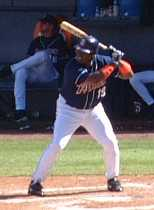
Tony Gwynn.
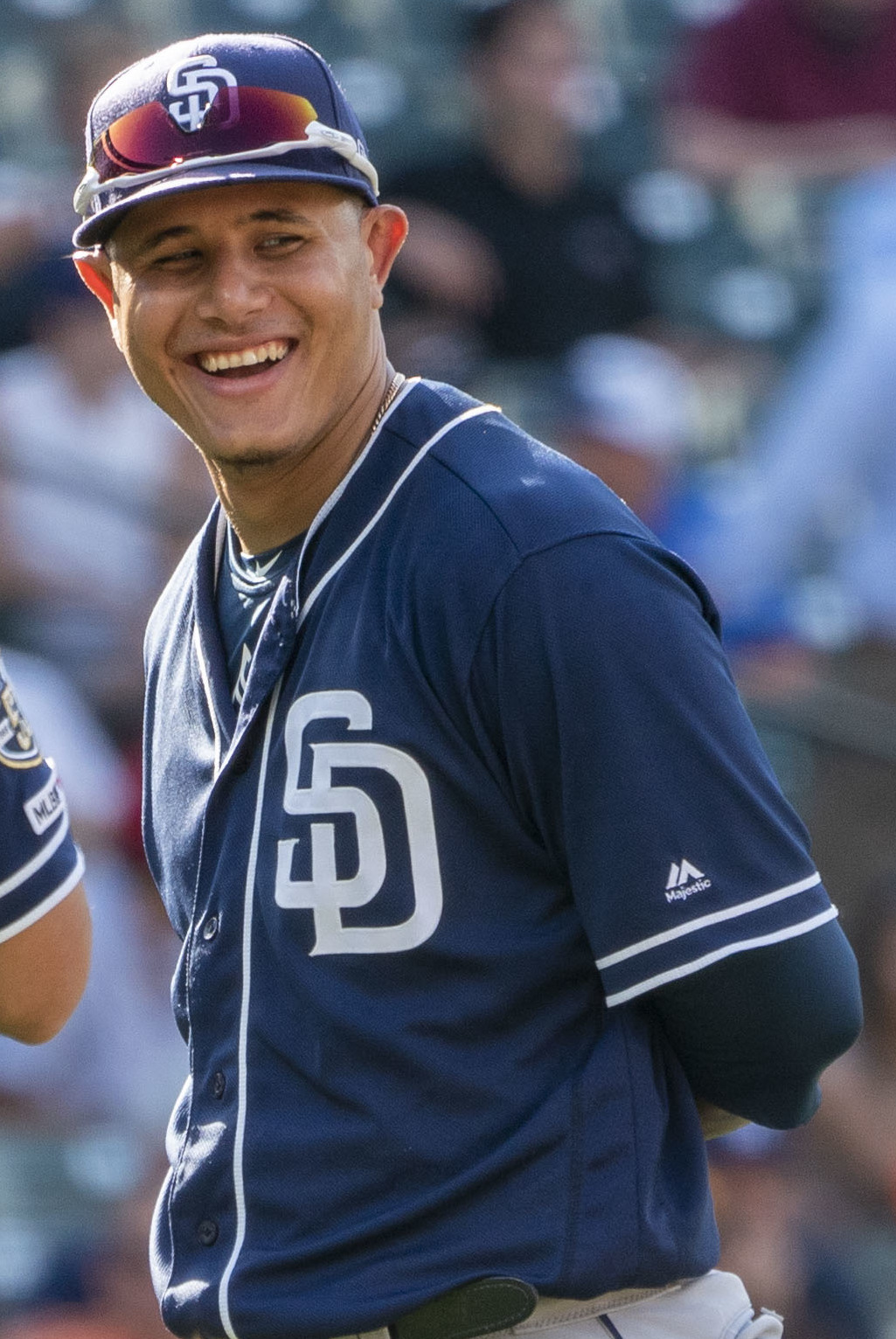
Manny Machado.
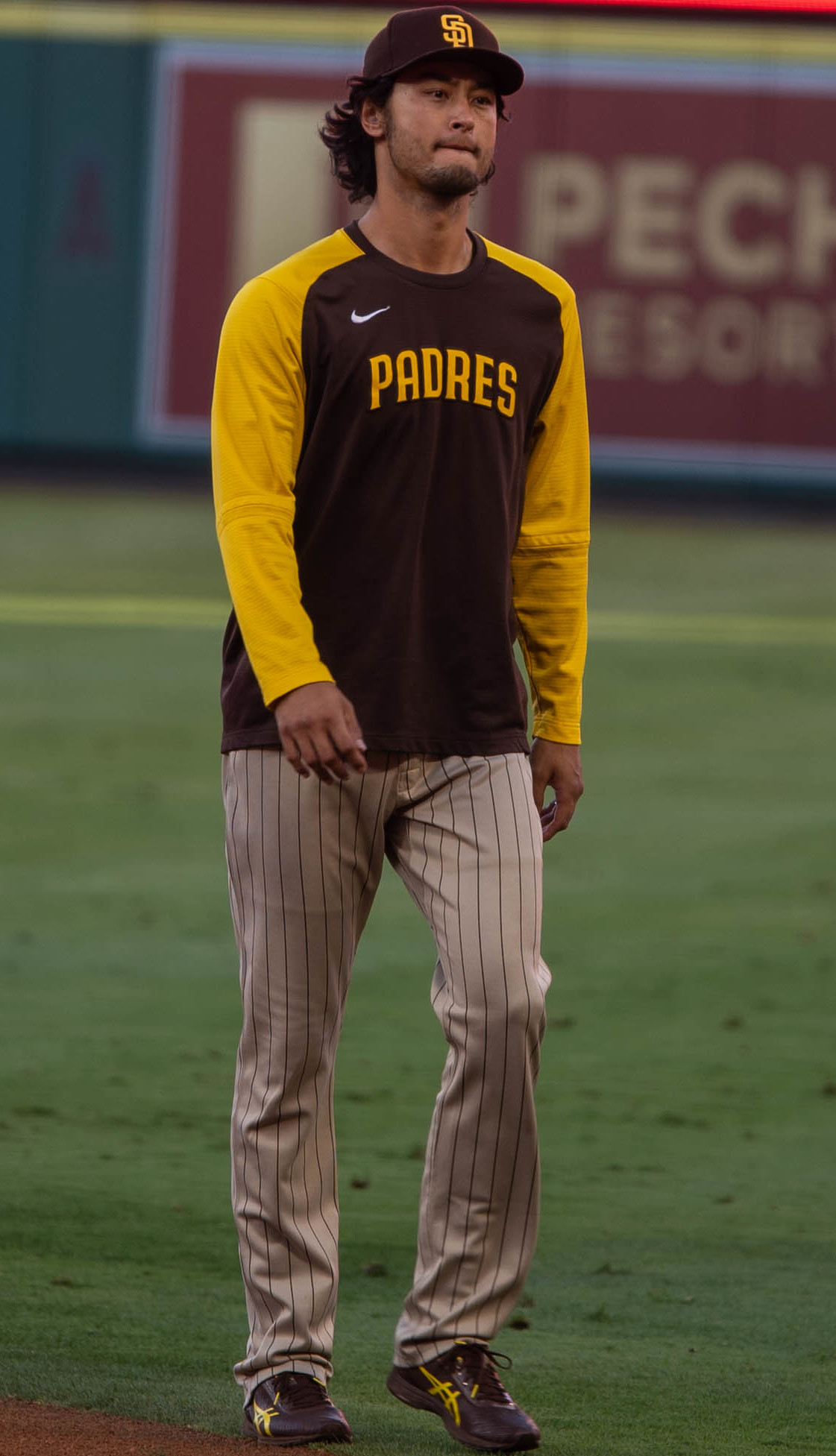
Yu Darvish.